# 幻影特攻
《幻影特攻》，1998年的科幻動作題材的電影。

## 故事內容
一位名為狂龍又名Alien真名爲Ricky Zee（尹子维飾）的恐怖份子闖進名叫松鼠（陳小春飾）的華裔CIA研究員婚禮上，射殺了松鼠的新娘但最後溺斃，並且綁架松鼠的同事Blue（陳慧琳飾）。原來狂龍的目的只想要利用衛星，轉播於世界杯足球賽發射滲有暴力傾向的潛意識訊息至東南亞各國，希望藉此引起群眾暴動，進而引發金融風暴從中獲取利益。Blue的男友Tango（鄭伊健飾）也是CIA研究員，當Tango發現有關當局欲犧牲Blue時，與松鼠參與「VR戰士」計畫，成為實驗對象。這個實驗能使他們在七天內，成為頂尖武術高手。縱使他們順利的解救了Blue，但狂龍還是瀟灑的藉由大廈的升降鋼索逃離現場。此後，為了誘殺松鼠，Alien再次發出ULF聲波。在碼頭上的一個裝置，兩人隔著屏幕再次碰面。此時松鼠因為實驗引發的暴力傾向殺死狂龍的助手兼女友J（杨峥飾），同時也誤殺了Blue。Tango後來也因故被上司洗腦，並且與松鼠勢成對立。松鼠來到馬來西亞吉隆坡與狂龍進行最後的決戰。在松鼠快被Alien勒死的那刻，Tango奇蹟出現與松鼠聯手打跑狂龍。狂龍乘坐空中降落傘逃跑，松鼠與Tango尾隨其後。最後，被松鼠糾纏着的狂龍跌入泳池，松鼠在水中與Alien搏鬥，並且強扯住Alien的皮外套，誓要與他同歸於盡。

## 演員
- 鄭伊健──溫得高
- 陳慧琳──司徒慧藍
- 陳小春──松鼠
- 尹子維──狂龍
- 楊崢──J

## 主題曲
本片主題曲由本片女主角陳慧琳所演唱〈愛我不愛〉，收錄於1998年發行的專輯《愛我不愛》中。

## 外部連結
- 開眼電影網上《幻影特攻》的資料（繁體中文）
- 香港影庫上《幻影特攻》的資料（繁體中文）
- 时光网上《幻影特攻》的資料（简体中文）
- 豆瓣电影上《幻影特攻》的資料 （简体中文）
- 爛番茄上《幻影特攻》的資料（英文）
- AllMovie上《幻影特攻》的资料（英文）
- 互联网电影数据库（IMDb）上《幻影特攻》的资料（英文）